# Grandløse Sogn
Grandløse Sogn var et sogn i Holbæk Provsti (Roskilde Stift). Grandløse Sogn dannede sammen med Ågerup Sogn og Sønder Asmindrup Sogn det nye Vipperød Sogn 27. november 2011 (1. søndag i advent).
I 1800-tallet var Grandløse Sogn anneks til Sønder Asmindrup Sogn. Begge sogne hørte til Merløse Herred i Holbæk Amt. Sønder Asmindrup-Grandløse sognekommune blev ved kommunalreformen i 1970 indlemmet i Holbæk Kommune.
I Grandløse Sogn lå Grandløse Kirke ved den traditionelle landsbybebyggelse Lille Grandløse.
I sognet fandtes følgende autoriserede stednavne:
- Dragerup (bebyggelse, ejerlav)
- Gamlebro (bebyggelse)
- Lille Grandløse (bebyggelse, ejerlav)
- Store Grandløse (bebyggelse, ejerlav)
- Tjebberup (bebyggelse, ejerlav)
- Vipperød (bebyggelse, ejerlav)